# Oxyothespis pellucida
Oxyothespis pellucida är en bönsyrseart som beskrevs av Lucien Chopard 1938. Oxyothespis pellucida ingår i släktet Oxyothespis och familjen Mantidae. Inga underarter finns listade i Catalogue of Life.